# Arene (Quelle)
Arene (altgriechisch Ἀρήνη) war eine antike Quelle in der Nähe der triphylischen Stadt Lepreon.
Die Quelle soll nach dem Bericht des Pausanias nach Arene, der Tochter des Oibalos und Gattin des Aphareus, benannt worden sein.